# Oz – Eine fantastische Welt
Oz – Eine fantastische Welt (Originaltitel: Return to Oz) ist ein US-amerikanischer Fantasyfilm aus dem Jahr 1985, dessen Geschichte im Herbst des Jahres 1899 spielt. Der Film der Walt Disney Pictures basiert auf den beiden Romanen Im Reich des Zauberers Oz und Ozma von Oz von Lyman Frank Baum und setzt die Handlung des MGM-Musicalfilms Der Zauberer von Oz von 1939 fort. 2013 erschien das Prequel Die fantastische Welt von Oz.

## Handlung
Vor sechs Monaten trug ein Tornado die neunjährige Dorothy Gale in ein zauberhaftes Land, Oz genannt. Seit ihrer Rückkehr nach Hause redet sie nur noch von Oz und von ihren Freunden dort. Sie kann nachts vor Sehnsucht bei dem Gedanken an sie nicht schlafen. Als sie behauptet, auf einem Schlüssel, den sie gefunden hat, das Zeichen von Oz entdeckt zu haben, machen sich ihr Onkel und ihre Tante, bei denen sie lebt, große Sorgen, und  schicken sie schließlich in eine Klinik, in der sie von Dr. Worley und der furchterregenden Schwester Wilson durch Elektrizität geheilt werden soll.
Mit Hilfe eines geheimnisvollen Mädchens gelingt Dorothy die Flucht, auf der die beiden jedoch in einen reißenden Fluss fallen und das fremde Mädchen untergeht. Am nächsten Morgen erwacht Dorothy in Oz. Zusammen mit Billina, einem sprechenden Farmhuhn, überquert sie die todbringende Wüste und macht sich auf den Weg zur Smaragdstadt, dem Zentrum von Oz. Doch als die beiden dort ankommen, finden sie nichts als Trümmer vor, die Smaragde sind verschwunden, und alles Lebende hat sich in Stein verwandelt. In all dem Chaos begegnen sie den Rollerern, verrückten Kreaturen mit Rädern anstelle von Händen und Füßen. Die Rollerer jagen Dorothy und Billina in eine Sackgasse, aus der sie aber durch eine Geheimtür mit Hilfe des gefundenen Schlüssels flüchten können. In dem dahinter liegenden Raum finden sie Tik Tok, einen freundlichen Roboter, der nicht zu Stein verwandelt wurde, weil er kein Lebewesen ist.
Mit seiner Hilfe stellt sich Dorothy den Rollerern, und die beiden schaffen es, einen der Rollerer gefangen zu nehmen. Durch ihn erfahren sie, dass der Zwergenkönig und die böse Prinzessin Mombi mit Hilfe der Rubinpantoffeln die Smaragdstadt zerstört, Oz unter Kontrolle gebracht und den rechtmäßigen König, die Vogelscheuche, entführt haben. Also machen sich die Freunde auf zu Mombi, einer Hexe, die abwechselnd die Köpfe schöner Frauen trägt. Prompt will sie auch Dorothys Kopf haben und sperrt sie in einen Turm ein, aus dem das Mädchen jedoch mit Hilfe ihrer neuen Bekannten, Jack Kürbisköpfchen und einem fliegenden Sofa namens Einfaltspinsel, fliehen kann. Dieses fliegende Sofa mit dem Kopf eines Elches (Einfaltspinsel) erweckte sie mit Hilfe des von Prinzessin Mombi gestohlenen Lebenspulvers zum Leben. Mombi schickt zwar die Rollerer hinter ihnen her, um sie aufzuhalten, doch können Dorothy und ihre Begleiter die Verfolger an der todbringenden Wüste abschütteln.
Dorothy und ihre Freunde fliegen zum Zwergenkönig, um ihn zu zwingen, die Smaragdstadt und die Vogelscheuche freizugeben. Aber er erklärt bloß, dass es seine Smaragde waren und er nur zu Recht gehandelt habe, und verwandelt die Vogelscheuche prompt in ein Ornament. Erst als Dorothy zu weinen anfängt, tut es dem König leid, sie so traurig zu sehen, und er schlägt ihr ein Spiel vor. Jeder einzelne von ihnen darf in dem Ornamentraum dreimal raten, welches Ornament die Vogelscheuche ist. Raten sie richtig, dürfen sie gehen und die Smaragdstadt wird wiederhergestellt. Raten sie falsch, werden sie jedoch selbst verwandelt.
Unterdessen rast Mombi in einem Wagen, von den Rollerern gezogen, zum Zwergenkönig, um ihn zu warnen. Auf einmal erscheint einer der Steinzwerge um dem König zu sagen, dass Tik Tok aufgehört hat zu raten. Er erlaubt es Dorothy hineinzugehen um Tik Tok aufzuziehen. Dies aber war nur eines seiner Pläne damit Dorothy vielleicht sehen kann in was er sich verwandelt, für den Fall, dass auch er falsch raten würde. Doch leider haben alle falsch geraten und wurden in Ornamente verwandelt. Der Zwergenkönig genießt jedes Versagen, wobei er nach jeder Verwandlung etwas menschenähnlicher wurde. Erst als Dorothy bereits beim dritten Versuch angelangt ist, rät sie richtig: Dadurch, dass sie erkennt, dass alle Ornamente aus Oz grün sind, kann sie nach und nach auch alle anderen befreien, während der Zwergenkönig sich Stück für Stück wieder zu Stein verwandelt. Schließlich attackiert er sie und will die Freunde fressen. Doch bevor es dazu kommt, legt Billina vor Schreck ein Ei, das er verschluckt. Nach dem Ausruf, ob sie denn nicht wissen, dass Eier für Zwerge giftig sind, stirbt und zerfällt der König, und mit ihm geht das gesamte Zwergenreich unter. Da findet Dorothy die Rubinpantoffeln, zieht sie an und wünscht sich, dass alle wohlbehalten in die Smaragdstadt zurückkehren, die wiederhergestellt werden soll. Dort verwandelt sie auch Tik Tok, den sie im unterirdischen Palast des Zwergenkönigs nicht gefunden hat: Er war eine grüne Medaille am Geweih des Einfaltspinsels. Alle Lebewesen von Oz werden nun wieder lebendig.
Schließlich gibt es in der Smaragdstadt ein großes Fest. Der Zwergenkönig ist tot, Mombi gefangen und alles ist wieder in Ordnung. Während der Zeremonie entdeckt Dorothy in einem Spiegel das Mädchen wieder, das ihr half, aus der Klinik zu entkommen. Sie befreit es, und es stellt sich heraus, dass es Ozma ist, die rechtmäßige Königin von Oz, die von Mombi gefangengehalten wurde. Nach ihrer Krönung erklärt Dorothy, dass sie nach Hause muss, verabschiedet sich kurz und wird von Ozma nach Hause gebracht, wo man sich schon große Sorgen gemacht hatte.
Die Nervenklinik ist abgebrannt, Dr. Worley ist gestorben, da er seine Maschine retten wollte. Die furchteinflößende Schwester Wilson wird in einer Gefängniskutsche abgeführt.
Ein paar Tage danach steht Dorothy daheim vor ihrem Spiegel, als ihr darin Ozma erscheint. Dorothy lächelt, denn bald schon, wann immer sie will, kann sie nach Oz zurückkehren.

## Charaktere
- Die neunjährige Dorothy Gale erzählt immer wieder von Oz. Ihre Verwandten wissen sich schließlich nicht weiter zu helfen, als sie in eine psychiatrische Anstalt einzuweisen. Dorothy fühlt sich dort im Stich gelassen und flüchtet während eines Unwetters wieder nach Oz. Die Abenteuer, die sie dabei erlebt, stärken sie in ihrer Entwicklung. Am Ende erkennt sie, dass sie auch in Kansas bestehen, sich aber bei Bedarf jederzeit nach Oz zurückziehen kann. Dabei wird nicht hundertprozentig geklärt, ob Oz nur eine Welt in Dorothys Fantasie ist oder wirklich existiert.

- Dr. Worley / Zwergenkönig

- Schwester Wilson / Prinzessin Mombi

- Tik Tok, die „Armee von Oz“. Eine Art Roboter, der mechanisch funktioniert und Oz im Falle eines Angriffes verteidigen sollte. Er wird von Dorothy reaktiviert. Da für die Fähigkeit zu sprechen, zu denken und sich zu bewegen jedoch drei verschiedene Mechanismen vorhanden sind, müssen diese unabhängig voneinander immer wieder aufgezogen werden. Im Filmverlauf kommt Tik Tok manchmal in Probleme, wenn z. B. sein Bewegungswerk oder Denkwerk abgelaufen ist und nur noch sein Sprechwerk funktioniert.

- Das gelbe Huhn Billina lebt als Dorothys Lieblingshuhn in Kansas. Als Dorothy auf ihrer Flucht aus der Klinik vom Fluss nach Oz gespült wird, sitzt Billina am nächsten Morgen plötzlich neben ihr; wie sie dorthin kam, bleibt offen. Sie begleitet Dorothy auf ihren Abenteuern, entschließt sich danach jedoch, in Oz zu bleiben, statt ins „dumme, alltägliche“ Kansas zurückzukehren.

- Jack Kürbisköpfchen wurde von Prinzessin Ozma gebaut, bevor Ozma in den Spiegel verzaubert wurde. Jacks seltsame Erscheinung sollte Mombi erschrecken, was zunächst auch funktionierte, doch dann wurde die Hexe furchtbar wütend. Zuerst wollte sie Jack zerstören, dann testete sie stattdessen aber das Lebenspulver, das sie besaß, so dass Jack tatsächlich lebendig wurde. Ozma erzählte ihm, dass sie ihn gebaut hatte; so nannte er sie von nun an „Mama“. Als Ozma plötzlich verschwand, fragte Jack Mombi ständig, wo seine Mama sei. Völlig entnervt warf Mombi ihn daraufhin in einen Raum „ihres“ Palastes, wo sie ihn jedoch vergaß. Dort begegnet Jack Dorothy, die er als eine Art Ersatz für seine Mama ansieht, und mit der er die fantastischen Abenteuer erlebt.

- Prinzessin Ozma, die rechtmäßige Herrscherin von Oz, wurde als kleines Mädchen von ihrem Vater gegen einen Trank für ewiges Leben an Mombi verkauft. Als der Zwergenkönig die Macht übernahm und Mombi dreißig schöne Köpfe versprach, wenn sie Ozma verbergen würde, verbannte sie die Prinzessin in einen Spiegel. Erst als Dorothy Mombi und den Zwergenkönig besiegt hat, kann Ozma befreit werden. In Kansas scheint Ozma das blonde Mädchen zu sein, das Dorothy hilft, aus der Klinik zu fliehen, und dann für immer verschwindet.

- Um ihnen bei der Flucht vor Mombi zu helfen, wird der Einfaltspinsel von Dorothy mit Hilfe des Lebenspulvers aus einer Ansammlung von Sofas, Palmenwedeln und einem Besen erschaffen. Sein eigentliches Leben steckt jedoch in seinem Kopf, der einem grünen Elch ähnelt. Beim Kampf gegen den Zwergenkönig verschlingt dieser (zur Freude des Einfaltspinsels) seinen plumpen Körper, so dass nur noch ein sprechender Kopf übrigbleibt.

- Die Rollerer lebten wie alle anderen in Oz, bis der Zwergenkönig und Mombi eines Tages plötzlich die Macht an sich rissen. Im Gegensatz zu den anderen Bewohnern wurden die Rollerer nicht zu Stein verwandelt, sondern, weil sie sich nicht wehren können, vom Zwergenkönig unter Mombis Kontrolle gegeben, um als ihre Sklaven zu dienen. Da die Rollerer, wie sich am Ende herausstellt, eigentlich gut und auf Dorothys Seite sind, wird nicht ganz klar, weshalb sie das Mädchen jagten und so taten, als seien sie schrecklich.

- Die Vogelscheuche, Dorothys Freund und Herrscher über Oz, als Dorothy dieses nach ihrem ersten Abenteuer verlässt, wird vom Zwergenkönig entführt und gefangengehalten. Auf einen hin Hilferuf sendet er Dorothy mit einer Sternschnuppe den Schlüssel zu der Kammer, in der sich Tik Tok befindet. Nach Dorothys Abenteuer verzichtet die Vogelscheuche darauf, weiterhin König zu sein.

## Nominierungen und Auszeichnungen
1986 wurde der Film für den Oscar in der Kategorie „Beste visuelle Effekte“ nominiert. Zudem erhielt er im selben Jahr drei Nominierungen bei den Saturn Awards, darunter die Nominierung als „Bester Fantasyfilm“, „Best Performance by a Younger Actress“ für Fairuza Balk sowie „Best Costumes“ für Raymond Hughes. Darüber hinaus wurde er ebenfalls 1986 zweifach für den Young Artist Award nominiert, und zwar in den Kategorien „Best Starring Performance by a Young Actress – Motion Picture“ für Fairuza Balk sowie „Exceptional Performance by a Young Actress – Motion Picture“ für Emma Ridley.

## Kritiken
Das Lexikon des internationalen Films urteilt: Ein aufwendiges Fantasy-Märchen, in dem die Tricktechnik üblichen Zuschnitts zwar dominiert, aber das reizvolle Spiel mit verschiedenen Wahrnehmungsebenen und die Betonung lebensnotwendiger Fantasie noch zum Tragen kommt. Für kleinere Kinder in einigen Szenen zu erschreckend. Scott Weinberg führte in seiner Kritik auf eFilmCritic.com an, dass er nachvollziehen könne, dass Judy-Garland-Fans diese Neuverfilmung nicht mögen, aber er fände diesen Film nicht schlecht. Fredy und Mary Ann Brusat äußerten dagegen auf Spirituality und Practice, dass ihrer Meinung nach der Regisseur Walter Murch den Film in eine Art Star-Wars-Saga verwandeln wollte, das Endergebnis aber enttäuschend sei. James Sandord kritisiert in der Kalamazo Gazette, dass der Film zu gruselig für Kinder sei.

## DVD-Veröffentlichung
- Oz – Eine fantastische Welt. Buena Vista Home Entertainment, 2004

## Soundtrack
- David Shire: Return to Oz. Original Motion Picture Soundtrack. Bay Cities/Sonic Atmospheres, Culver City 1985. Tonträger Nr. BCD-3001. Originaleinspielung der Filmmusik durch das London Symphony Orchestra unter der Leitung des Komponisten